# عنتيل
عنتيل هو مصطلح منتشر في مصر يشير لشخص متعدد العلاقات الجنسية يقوم بتصوير تلك العلاقات بهدف إشباع رغابته أو لإبتزازهم لاحقاً. وبدأ ينتشر لفظ كلمة عنتيل منذ عام 2014 في القضية المعروفة إعلامياً بعنتيل المحلة ومنذ ذلك الوقت أصبح إي شخص يقيم علاقات متعددة يطلق عليه لقب عنتيل زائد المنطقة التي وقعت فيها تلك العلاقات.

## أصل الكلمة
بحسب كناب سيرة اللذة والجنس في مصر للكاتب ياسر ثابت، فأن أصل الكلمة لعصر المصريين القدماء من كلمة أنتوري في اللغة القبطية والتي تعني الرجل الناضج أما في اللغة العربية وبحسب ما ذكر في القاموس المحيط في باب اللام، فهي مشتقة من الجذر اللغوي «عَنْتَلَ» وهي على وزن فَعْلَلَ، ومنها عَتَلَهُ يَعْتِلهُ فَانْعَتَلَ أي جرَّه عنيفًا فحمله، وعَنْتَلهُ أي خرَّقَهُ قِطَعًا، ومنها العُنْتُل أي الصلب الشديد.

## الأسباب النفسية
صرحت هبة قطب استشاري الطب النفسي والعلاقات الجنسية، إن أسباب تصوير الرجل للنساء أثناء ممارسة العلاقات الجنسية غير الشرعية، يرجع إلى اضطراب نفسي. حيث إنه يريد أن يرى نفسه يمارس تلك العلاقات الجنسية مرة تلو الأخرى، ليثير داخله الشعور بالفحولة والرجولة، وهذا قد يكون نوعا من أنواع الإدمان وأن الرجل الذي يمارس علاقات جنسية متعددة، يكون مكثرا من مشاهدة الأفلام الجنسية عبر الإنترنت، ويريد أن يثبت لنفسه أنه يقدر أن يفعل مثل تلك الأفلام المشبوهة. وقال شحاتة الزيان أستاذ علم نفس بالمركز القومي للبحوث الاجتماعية والجنائية أن ظاهرة العنتايل ترجع إلى مشكلات مركبة تتنوع بين الاقتصادية، الاجتماعية والنفسية، بالإضافة إلى عدم إهتمام الأزواج بزوجاتهم وظهور الملل بينهم.